# 戎子
戎子（？—前554年），子姓，春秋时期齐国国君齊靈公的妾室。
齊靈公的夫人顏懿姬没有儿子，顔懿姬的侄女鬷聲姬生公子光，立为太子。戎子得到齊靈公的宠爱，齊靈公将仲子生的儿子公子牙托付她。戎子请求立公子牙为太子，仲子反对，齐灵公不听，说：“一切包在我身上。”就把太子光迁到齐国东部边境，派高厚做公子牙的太傅，立公子牙为太子，让夙沙卫做少傅。齐灵公病重，崔杼暗中把公子光接回来，齐灵公病危时，公子光继立。杀死戎子，把尸体摆在朝廷上，《左传》认为不合于礼。对妇女没有专门的刑罚，即使用刑，也不可以把尸体摆在朝廷上。前554年（周灵王十八年、鲁襄公十九年、齐灵公二十八年）五月二十九日，齐灵公去世。太子光即位为齐庄公，在句渎之丘逮捕了公子牙。